# إلى المأذون يا حبيبي (فلم)
إلى المأذون يا حبيبي هو فيلم دراما مصري من إخراج محمود فريد وبطولة فريد شوقي، صفاء أبو السعود، سمير غانم، عمر الحريري ونبيلة السيد، صدر الفيلم في 27 يونيو 1977.

## نبذة
بسبوسة فتاة يتيمة، ترتبط بعلاقة حب مع سمير، تستغل إعجاب رأفت مدير شركة سمير بها وتطلب منه أن يرقي خطيبها فيوافق، مما يثير غيرة أحد زملائه فيبدأ بترويج الإشاعات.

## طاقم العمل
- فريد شوقي بدور المعلم دياب
- صفاء أبو السعود بدور بسبوسة
- سمير غانم بدور سمير
- عمر الحريري بدور رأفت
- نبيلة السيد بدور توحيدة

## وصلات خارجية
- مقالات تستعمل روابط فنية بلا صلة مع ويكي بيانات